# Viki Fleckenstein
Viki Fleckenstein (Camillus, 20 settembre 1955) è un'ex sciatrice alpina statunitense, vincitrice della Can-Am Cup nel 1976.

## Biografia
Specialista delle prove tecniche originaria di Syracuse, la Fleckenstein fece parte della nazionale statunitense dal 1974 al 1980; in Coppa del Mondo ottenne il primo piazzamento il 23 febbraio 1975 a Naeba in slalom gigante (5ª), mentre in Can-Am Cup nella stagione 1975-1976 vinse sia la classifica generale, sia quella di slalom gigante. Il 29 gennaio 1977 conquistò il suo miglior piazzamento in Coppa del Mondo, a Megève in slalom gigante (4ª), e l'anno dopo ai Mondiali di Garmisch-Partenkirchen 1978 nella medesima specialità fu 12ª; il 7 marzo dello stesso anno bissò il miglior risultato in Coppa del Mondo, a Waterville Valley sempre in slalom gigante (4ª), mentre l'ultimo piazzamento della sua carriera agonistica fu il 12º posto ottenuto nello slalom gigante di Coppa del Mondo disputato a Saint-Gervais-les-Bains il 26 gennaio 1980. Non prese parte a rassegne olimpiche e dopo il ritiro partecipò al circuito professionistico nordamericano (Pro Tour) e lavorò come commentatrice sportiva per la rete televisiva ESPN.

## Palmarès

### Coppa del Mondo
- Miglior piazzamento in classifica generale: 19ª nel 1979

### Can-Am Cup
- Vincitrice della Can-Am Cup nel 1976[1]
- Vincitrice della classifica di slalom gigante nel 1976[1]

### Campionati statunitensi
- 2 medaglie (dati parziali):
  - 1 oro (slalom gigante[2] nel 1979)
  - 1 bronzo (slalom gigante[3] nel 1978)

## Riconoscimenti
- Sciatrice statunitense dell'anno 1977[1]